# Lawinenunfall bei Alp Grüm
In der Nacht vom 28. Februar 1937 ereignete sich bei der Berninabahn der Lawinenunfall bei Alp Grüm, bei dem Bahnangestellte auf der Flucht aus einem festsitzenden Zug von einer Lawine erfasst wurden. Drei Eisenbahner fanden dabei den Tod.

## Ausgangslage

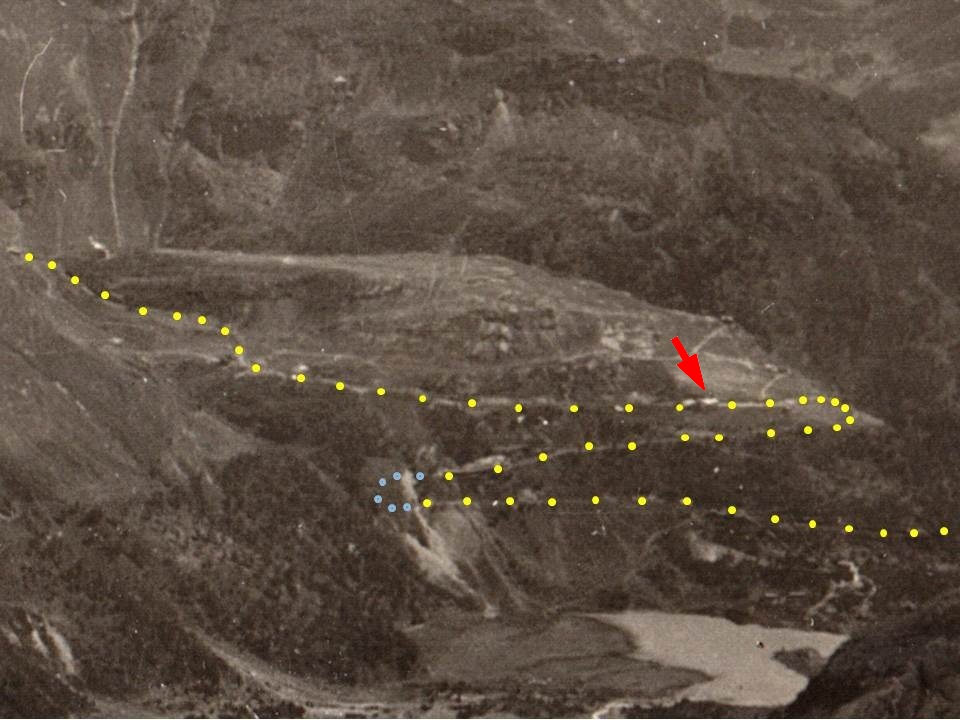
Alp Grüm aus der Luft mit Stationsgebäude (roter Pfeil), Wendekurve (rechts im Bild) und Palü-Kehrtunnel (blau), Aufnahme vom Palü-Gletscher aus, Quelle: https://www.berninabahn.ch/alp-gr%C3%BCm/flugaufnahmen/

Zug 29 aus Pontresina mit zwei Triebwagen und vorangestelltem Schneepflug kreuzte in Alp Grüm einen wegen andauernden starken Schneefalls stark verspäteten Gegenzug. Bei der Weiterfahrt von Alp Grüm hinunter nach Cavaglia löste der Schneepflug des Zuges 29 einen Schneerutsch aus. Wegen der Linienentwicklung in mehreren Schleifen fuhr der Zug in den Schneerutsch hinein, den er selbst ausgelöst hatte. Der Versuch, den feststeckenden Schneepflug mit den beiden Triebwagen aus dem Schnee herauszuziehen, führte zu einem Kabelbrand in einem Triebwagen. Ohne Unterstützung durch einen Hilfszug war eine Weiterfahrt nicht möglich. In der Zwischenzeit waren aus Pontresina eine Dampfschneeschleuder und zwei weitere Züge mit 350 Reisenden in Alp Grüm eingetroffen. Mit der Schneeschleuder und einem weiteren Triebwagen gelang es, die Fahrzeuge des Zuges 29 mit Ausnahme des feststeckenden Schneepflugs nach Alp Grüm heraufzuziehen.

## Unfallhergang
Als die Bergung des Schneepflugs mit dem nächsten Einsatz des Hilfszuges abgeschlossen werden sollte, setzte plötzlich und unerwartet ein Nordsturm in Orkanstärke  ein, der innerhalb weniger Minuten die Temperatur um 20 Grad auf minus 25 Grad Celsius sinken liess. Nach einer halben Stunde waren alle Stationsgleise mit mehr als einem Meter Schnee bedeckt.
Der Hilfszug blieb stecken, und die Mannschaft befürchtete, dass die Schneemassen abrutschen und den Zug mitreissen könnten. Da es unterdessen Nacht geworden war, beschlossen die Eisenbahner, den Zug zu verlassen und die wenigen hundert Meter zu Fuss zur Station zurückzulegen. Beim Verlassen der Schutzgalerie wurden sie von einer Lawine überrascht, die vier von ihnen unter sich begrub. Einer konnte sich an einen Baum klammern und wieder hochklettern. Nach mehr als einer Stunde Kampf gegen den Sturm trafen drei Bahnmitarbeiter in Alp Grüm auf die 350 Fahrgäste und mehr als 30 Mann Personal. Zwei Bahnangestellte mussten in einer Nische zurückgelassen werden.

## Rettung

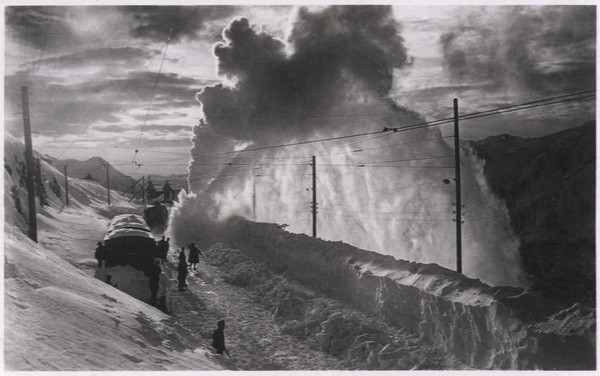
Dampfschneeschleuder im Einsatz auf der elektrisch betriebenen Berninabahn in den 1920er-Jahren

Die ersten Hilfsversuche, die vom Bahndirektor und Freiwilligen unter Lebensgefahr unternommen wurden, scheiterten. Die Rettung der Vermissten konnte erst nachts um 2 Uhr nach Abflauen des Sturms unternommen werden. Dabei konnten drei Verschüttete nur noch tot geborgen werden. Der vierte überlebte schwer verletzt.
Zur Räumung der Strecke kam eine weitere Schneeschleuder aus Pontresina zum Einsatz. Acht Lawinen hatte diese Schleuder durchfräsen müssen. Am Abend des 2. März 1937 war die Strecke wieder befahrbar.

## Erinnerung
Eine Gedenktafel erinnert in der Galerie Palü Sopra bei km 27,8 an das Lawinenunglück. Diese Stelle war damals noch ungeschützt. Die heute 839 Meter lange Galerie besteht aus dem Palü-Kehrtunnel von 254 Meter Länge und den an beide Tunnelportale anschliessenden Lawinengalerien Palü Sopra und Palü Sotto, die in Etappen 1911 und 1949 erstellt wurden.